# コンスピキュアス・ギャラントリー・クロス
コンスピキュアス・ギャラントリー・クロス (Conspicuous Gallantry Cross, CGC) は、1993年に戦功章として設けられたイギリスのクロス章。従軍章や記念章を除けば、グレートブリテン及び北アイルランド連合王国で最も新しい勲章等である。

## 概要
敵前での勇敢な行為を対象とした顕彰における第2レベルの賞で、1993年の栄典制度改正に伴い制定された（#制定の経緯参照）。“敵前において勇気を示した”という授与条件から、ヴィクトリア十字章の直接下位の賞とされている。最初の受章者はデューク・オブ・ウエリントン連隊（現・ヨークシャー連隊第3大隊）のウェニー・ミルズ伍長で、ボスニア・ヘルツェゴビナ紛争に於ける戦功により1995年に授与された。
受章者は”CGC”のポスト・ノミナル・レターズを使用することが許される。
記章は、銀製の月桂冠の上にクロスパティーが置かれた構図の本体が、同じく銀製の紐と小さな環によって綬に繋がれている。本体表面の中央には輪があり、聖エドワード王冠が刻印されている。裏面は無地で、受章者の氏名と階級及び所属部隊が彫られている。綬は白地の中央にクリムゾン、両端に細いダークブルーの線が入る。再度同等の戦功を挙げた者のために、複数回の受章を表す飾板が用意されているが、2012年3月現在の 英陸軍公式サイト によるとその対象者はいない。

## 制定の経緯

### イギリスの軍人に対する顕彰制度

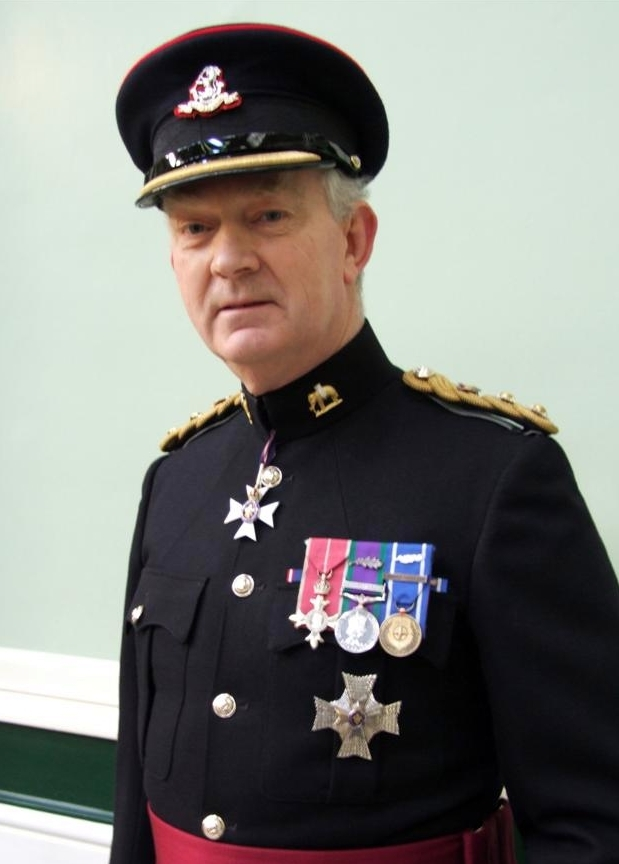
エリザベス王太后生誕100年記念式典の実行委員長を務めた陸軍中将。左胸下と首にロイヤル・ヴィクトリア勲章ナイト・コマンダーの正章と副章。左胸に付けた3つの勲章等は向かって左から大英帝国勲章オフィサー、ジェネラルサービス･メダル）、NATOのユーゴスアビア従軍章。ジェネラルサービス･メダルにはメンション・イン・ディスパッチ、ユーゴスアビア従軍章にはクィーンズコメンデーション・フォア・バリュアブルサービスが付けられている。

イギリスの軍人に対する顕彰は功績の性質により、オーダー及びそれらと同名のメダル、並びにギャラントリー・アワーズ（Gallantry Awards）、従軍章、記念章、永年勤続・功績章に大別される。
オーダーは本来、中世の騎士団に由来、或はその制度に倣った栄典で、騎士団（勲爵士団）へ入団することが栄誉とされ、徽章はその団員証として授与されるものであり、騎士団員になったということは、勲位が与えられたことを意味している。そして、上級の勲位はナイトの爵位となる。そのため、オーダーは”騎士団勲章”と日本語表記されることもある。しかし、オーダーの名を冠する章にも、帝国功労勲章や後述する殊功勲章のように個人の功労に対して、爵位を伴わずに贈られるものもあり、これらは”功労勲章”と区別して表記される場合もある。それに対してデコレーションは個人の功績や栄誉に対して与えられるものであり、日本の従軍記章や記念章に相当するものも含まれ、これらは概ねオーダーより下位に位置する。騎士団勲章の叙勲は階級や務めた役職が主要な評価基準であり、毎年各勲章毎に定められた日に叙勲が発表される。その中でも、バス勲章と大英帝国勲章の騎士団には軍人枠が設けられている。バス勲章は重要な役職を務めた者、大英帝国勲章はその他の職務に於て功績のあった者が対象とされ、地位や階級に応じた等級に叙される。また、他の騎士団勲章も相応の職務を経験した軍人へ授与される。例えば、外地（保護領や派兵先）に於いて民事に関する任務に就いた者や、他国との同盟に関して功績のあった軍人には聖マイケル・聖ジョージ勲章、侍従武官や供奉将校のような王室関係の役職を務めた軍人にはロイヤル・ヴィクトリア勲章が贈られる。
それに対して、ギャラントリー・アワーズは個人の勇敢な行動を讃えて贈られるもので、敵前での武勇を対象とした賞であるコンバット・ギャラントリー・アワーズ（Combat gallantry awards）と、敵前以外の場所での勇敢な行動に対するブレイブリー・アワーズ（Bravery awards）に大別され、勇敢さの度合いによってそれぞれ第1乃至第4レベルの賞が設けられている。そして、受賞対象となった行動の状況によって、相応しい賞が授与される。ブレイブリー・アワーズは作戦行動中の軍人に限らず、平時に於ける様々な行為に対しても、身分や職業、年齢、性別を問わずに贈られる。レベル4の賞は佩章の形式ではなく、他の記章の綬に取り付けるクラスプである。
従軍章は戦役に従軍した将兵に贈られる。各戦役時に発行されるものの他にジェネラルサービス･メダルがあり、戦役毎に飾板が追加される。軍人の場合、レベル4のギャラントリー・アワーズは通常従軍章の綬に装着する。
記念章は君主の慶事等を記念して発行されるもので、近年のものにはエリザベス2世の即位25周年及び50周年を記念したジュビリーメダルがある。
永年勤続・功績章 (Long and Meritorious Service Medals) には、現行のものではロングサービス･アンド･グッドコンダクトメダルとメリトリアス・サービスメダルがあり、ロングサービス･アンド･グッドコンダクトメダルが15年（海兵隊を含む海軍）または18年（陸軍と空軍）以上の勤続の下士官･兵、メリトリアス・サービスメダルは27年（陸･海･空軍）又は24年（海兵隊）勤続以上で戦功以外の功績がある下士官に贈られる。
その他に、レベル4のギャラントリー・アワーズに相当する戦功以外の功績に対して贈られる、クィーンズコメンデーション・フォア・バリュアブルサービスがある。

### 制度改正

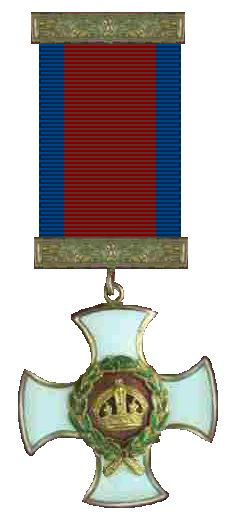
コンスピキュアス・ギャラントリー・クロスと役割を分担することのなった殊功勲章

1993年の栄典制度改正は勲章等の授与条件から階級を撤廃することが主要な目的であった。そのため、軍人の顕彰体系が大幅に変更された。主な改正点は、各勲章等の授与条件から階級が撤廃され、将校のみとされていた賞が全階級に授与されるようになったことであり、それに伴い下士官・兵用の賞の殆どが廃止されている。また、軍人専用である戦功章だけではなく、下士官・兵やこれに相当するような社会的地位の低い者を対象としていた大英帝国メダルも英本国での運用が廃止され、大英帝国勲章メンバー章が授与されるようになった。
レベル3のコンバット・ギャラントリー・アワーズは活躍場所と階級により6つの賞が設けられていたが、それ以外の授与基準に差異が無かったため、活躍場所別の3つの賞に統合された。また、ブレイブリー・アワーズやレベル1及び4の賞には元々階級の条件が無かった。
一方、レベル2のコンバット・ギャラントリー・アワーズは、将校用と下士官・兵用で授与基準が違っていたため、単純に統合するわけには行かなかった。
従来、3軍の将校を対象としていた第2レベルのコンバット・ギャラントリー・アワーズである殊功勲章は、授与基準が”戦果”とされていた。しかし、戦果への寄与の形態に関しては条件が無く、下士官・兵のディスティンギッシュト・コンダクト・メダル（陸軍）やコンスピキュアス・ギャラントリー・メダル（海軍及び空軍）に値する行為と同等の勇敢な行動を将校がした場合にも授与されていたが、優れた指揮・統率をした者が授与されることが多かった。実際、過去には有名な指揮官の多くが受章している。そのため、レベル3と同様に将校用のものへ統合し、従来の対象となっていた全ての戦功に対して授与することとした場合、勇敢な下士官・兵も優れた指揮官と同じ殊功勲章を受章することになる。そこで、レベル2のコンバット・ギャラントリー・アワーズは戦功の内容によって2つに分けられることになった。
このようなことから、殊功勲章からも”将校”の条件は撤廃されたが、新たに「敵前に於ける優れたリーダーシップ」という条件が加えられた。そのため、改正後も実際の受章者は殆どが上級将校である。
そして、従来勇敢な行動によって殊功勲章が授与されていたケースと、ディスティンギッシュト・コンダクト・メダルやコンスピキュアス・ギャラントリー・メダルの対象に対しては、新たな賞を設けてそれを充てることとなった。このような理由から制定されたのがコンスピキュアス・ギャラントリー・クロスである。

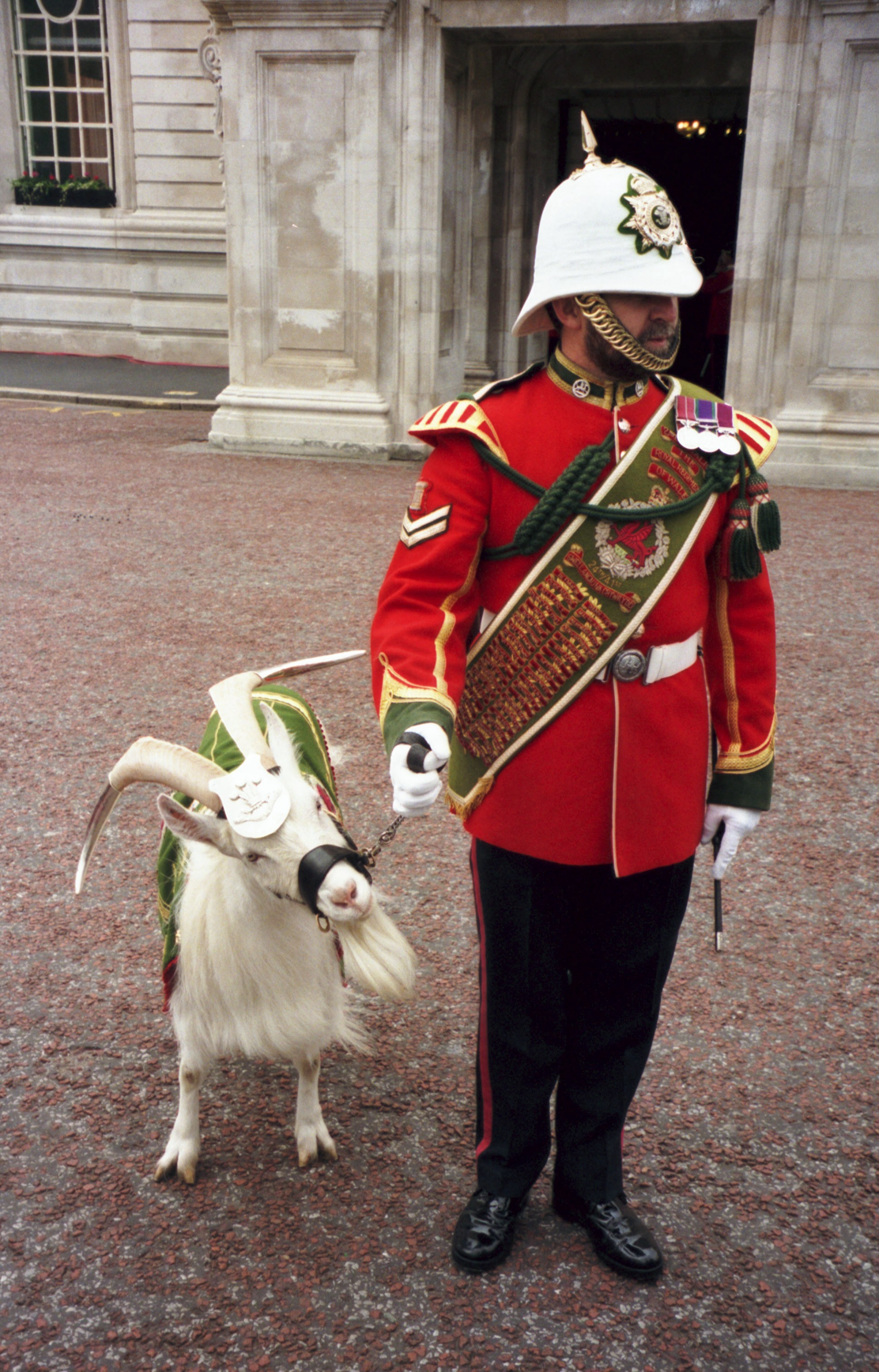
陸軍下士官（1999年）。向かって左が1993年の制度改正以前に受章した大英帝国メダル。右は陸軍のロングサービス･アンド･グッドコンダクトメダル。
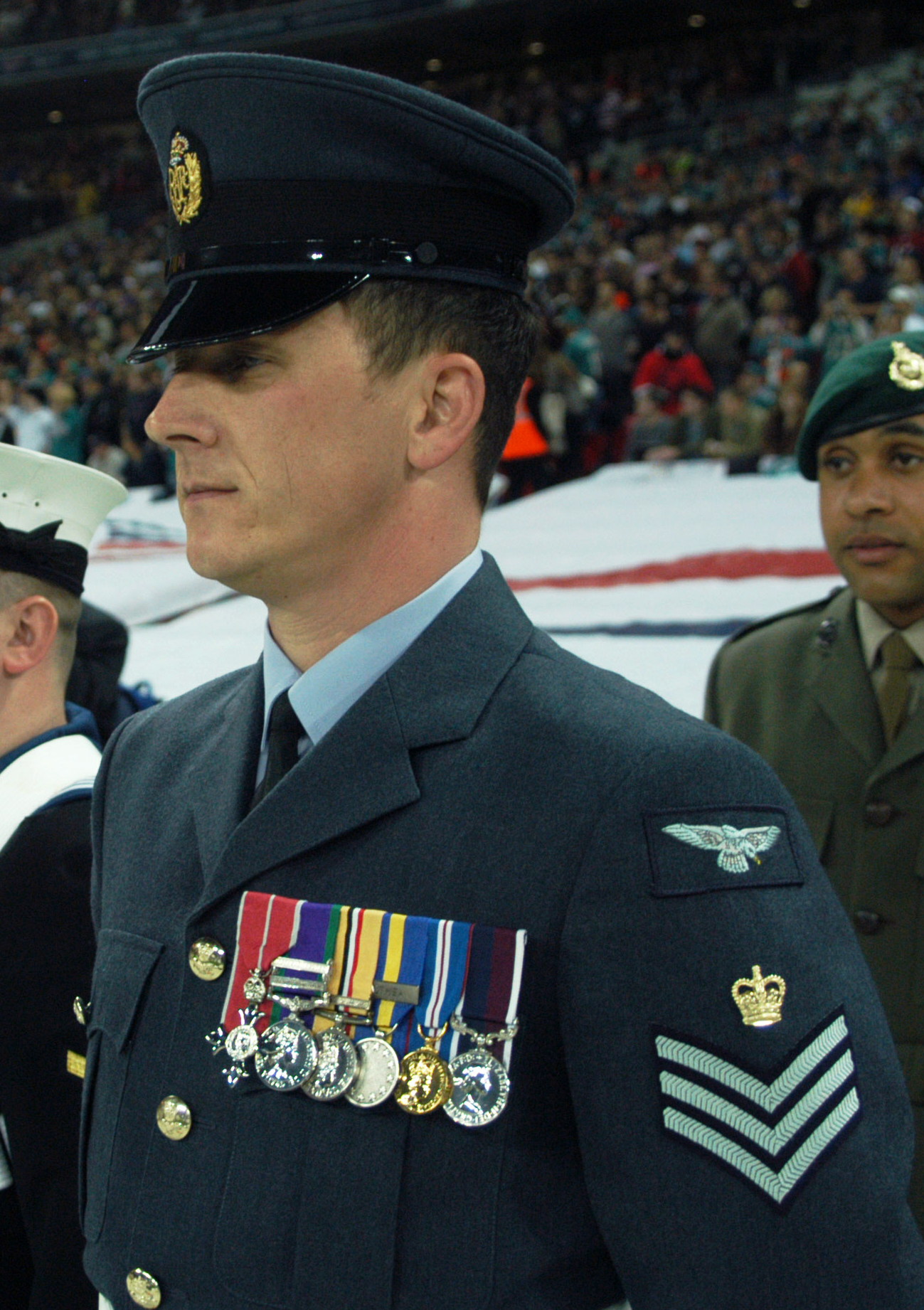
空軍下士官（2007年）。向かって左が大英帝国勲章メンバー章。3つの従軍章に続いてゴールデン・ジュビリーメダル。右端は空軍のロングサービス･アンド･グッドコンダクトメダル。1993年の制度改正により、下士官にも大英帝国勲章が授与されるようになった。

| 1993年の制度改正によるギャラントリー・アワーズの体系の変化 | 1993年の制度改正によるギャラントリー・アワーズの体系の変化                                                                                 | 1993年の制度改正によるギャラントリー・アワーズの体系の変化 | 1993年の制度改正によるギャラントリー・アワーズの体系の変化                                                      | 1993年の制度改正によるギャラントリー・アワーズの体系の変化                                                      |
| 1993年改正前のギャラントリー・アワーズの体系               | 1993年改正前のギャラントリー・アワーズの体系                                                                                               | 1993年改正前のギャラントリー・アワーズの体系 | 1993年改正前のギャラントリー・アワーズの体系                                                                    | 1993年改正前のギャラントリー・アワーズの体系                                                                    |
| レベル                                                     | 敵前 | 敵前 | 敵前以外 | 敵前以外 |
| レベル                                                     | 将校 | 下士官・兵 | 将校 | 下士官・兵 |
| ---------------------------------------------------------- | --- | --- | --- | --- |
| レベル1                                                    | ヴィクトリア十字章 | ヴィクトリア十字章 | ジョージ・クロス                                                                                                | ジョージ・クロス                                                                                                |
| レベル2                                                    | 殊功勲章 | ディスティンギッシュト・コンダクト・メダル（陸軍） コンスピキュアス・ギャラントリー・メダル（海軍） コンスピキュアス・ギャラントリー・メダル（フライング）（空軍） | ジョージ・メダル                                                                                                | ジョージ・メダル                                                                                                |
| レベル3                                                    | ディスティンギッシュト・サービス・クロス（海上戦闘） ミリタリー・クロス（陸上戦闘） ディスティンギッシュト・フライング・クロス（航空戦闘） | ディスティンギッシュト・サービス・メダル（海上戦闘） ミリタリー・メダル（陸上戦闘） ディスティンギッシュト・フライング・メダル（航空戦闘）                         | クィーンズ・ギャラントリー・メダル                                                                              | クィーンズ・ギャラントリー・メダル                                                                              |
| レベル3                                                    | ディスティンギッシュト・サービス・クロス（海上戦闘） ミリタリー・クロス（陸上戦闘） ディスティンギッシュト・フライング・クロス（航空戦闘） | ディスティンギッシュト・サービス・メダル（海上戦闘） ミリタリー・メダル（陸上戦闘） ディスティンギッシュト・フライング・メダル（航空戦闘）                         | エアフォース・クロス（航空）                                                                                    | エアフォース・メダル（航空）                                                                                    |
| レベル4                                                    | メンション・イン・ディスパッチ | メンション・イン・ディスパッチ | クィーンズコメンデーション・フォア・ブレイヴリー クィーンズコメンデーション・フォア・ブレイヴリー･インザ･エアー | クィーンズコメンデーション・フォア・ブレイヴリー クィーンズコメンデーション・フォア・ブレイヴリー･インザ･エアー |
| 1993年改正後のギャラントリー・アワーズの体系               | | | | |
| レベル                                                     | 敵前 | 敵前 | 敵前以外 | 敵前以外 |
| レベル                                                     | 将校 | 下士官・兵 | 将校 | 下士官・兵 |
| レベル1                                                    | ヴィクトリア十字章 | ヴィクトリア十字章 | ジョージ・クロス                                                                                                | ジョージ・クロス                                                                                                |
| レベル2                                                    | 殊功勲章 （リーダーシップ） コンスピキュアス・ギャラントリー・クロス（戦闘行動）                                                           | 殊功勲章 （リーダーシップ） コンスピキュアス・ギャラントリー・クロス（戦闘行動）                                                                                   | ジョージ・メダル                                                                                                | ジョージ・メダル                                                                                                |
| レベル3                                                    | ディスティンギッシュト・サービス・クロス（海上戦闘） ミリタリー・クロス（陸上戦闘） ディスティンギッシュト・フライング・クロス（航空戦闘） | ディスティンギッシュト・サービス・クロス（海上戦闘） ミリタリー・クロス（陸上戦闘） ディスティンギッシュト・フライング・クロス（航空戦闘）                         | クィーンズ・ギャラントリー・メダル エアフォース・クロス（航空）                                                 | クィーンズ・ギャラントリー・メダル エアフォース・クロス（航空）                                                 |
| レベル4                                                    | メンション・イン・ディスパッチ | メンション・イン・ディスパッチ | クィーンズコメンデーション・フォア・ブレイヴリー クィーンズコメンデーション・フォア・ブレイヴリー･インザ･エアー | クィーンズコメンデーション・フォア・ブレイヴリー クィーンズコメンデーション・フォア・ブレイヴリー･インザ･エアー |

1. ↑  青の枠で囲まれた部分が1993年の制度改正により新設された賞。
赤い枠で囲まれた部分が1993年の制度改正による授与基準改正の対象。

グレーの枠で囲まれた部分が1993年の制度改正による廃止の対象。
2. 1 2 3 4  勲章等の序列ではジョージ・メダルよりエアフォース・クロスの方が上位となっている。